# Rio Biniș
O Rio Biniş é um rio da Romênia afluente do Rio Coştei, localizado no distrito de Timiş.